# Rinodina californiensis
Rinodina californiensis är en lavart som beskrevs av Sheard. Rinodina californiensis ingår i släktet Rinodina och familjen Physciaceae.   Inga underarter finns listade i Catalogue of Life.